# Erik Anker
Erik Anker (Berg, 15 ottobre 1903 – Halden, 16 agosto 1994) è stato un imprenditore e velista norvegese.

## Biografia
Era il figlio di Johan Anker, fratello di Christian August Anker e figliastro di Nini Roll Anker. Era sposato con Eva Esther Laurell.

## Carriera

### Vela
In barca a vela ha rappresentato la Royal Norwegian Yacht Club. Alle Olimpiadi del 1928 ha vinto la medaglia d'oro come membro dell'equipaggio della Norna. L'equipaggio era composto da Johan Anker, Erik Anker, principe ereditario Olav di Norvegia e Håkon Bryhn. Anker ha poi presieduto la Royal Norwegian Yacht Club (1949-1951), ed è diventato membro onorario nel 1977. È stato anche un membro del consiglio della Federazione scandinava di vela.
Ha studiato a Neuchâtel fino al 1924, poi ha studiato economia presso Istituto di studi politici di Parigi (1924-1925). Ha lavorato come contabile e venditore nell'Agence des Pays du Nord di Parigi (1924-1929), e poi, mentre studiava chimica a Bruxelles, è stato direttore della Societé Belge du Titane (1929-1935). Nel 1935 tornò in Norvegia come direttore della Norsk Aluminium Co.

### Uomo d'affari
Nel 1937 divenne direttore della Titan Co, a Fredrikstad. Dal 1950 ne è stato il direttore generale e anche presidente fino al suo pensionamento nel 1969.
È stato anche vice-console per il Belgio (1949-1959). Durante l'Occupazione nazista della Norvegia, fuggì nella neutrale Svezia, e ha lavorato presso l'ufficio industria della Legazione norvegese a Stoccolma (1944-1945).
Ha presieduto il Consiglio reale norvegese per la scienza e la ricerca industriale (1968-1973) e della Norsk Hydro (1970-1974). È stato membro del consiglio della Federazione delle industrie norvegesi (1956-1964) e della Camera di Commercio.